# Giovanna d'Arco (film 1999)
Giovanna d'Arco (The Messenger: The Story of Joan of Arc) è un film del 1999 diretto da Luc Besson.
La pellicola, di produzione francese-statunitense, è stata girata in lingua inglese.

## Trama
Il film si divide in tre parti: l'infanzia di Giovanna, la sua vita da guerriera e il suo processo. La giovane Giovanna d'Arco è una bambina particolarmente pia, devota, amata e felice del piccolo villaggio contadino di Domrémy, del ducato di Lorena, fino a che questo villaggio e i suoi abitanti vengono, un giorno, saccheggiati, massacrati e bruciati da un distaccamento di soldati inglesi, durante la guerra dei cent'anni.
Giovanna, che la sua adorata sorella nasconde in un armadio a muro che protegge con il suo corpo, è la testimone impotente del massacro di quest'ultima, che viene stuprata da un soldato inglese contro la porta dell'armadio dove lei si nasconde dopo essere stata infilzata mortalmente all'addome con la spada, spettacolo a cui assistono sconvolti anche i suoi stessi complici. La bambina viene affidata alle cure dei loro zii, ma non riuscirà a riprendersi dal trauma poiché si instilla nella sua anima un odio isterico e profondo verso gli inglesi.
L'infanzia di Giovanna si chiude con le domande che la bambina, disperata, rivolge ad un prete durante la confessione, chiedendo quale senso abbia avuto la morte della sorella, perché lei non sia morta al posto della sorella, e perché Dio abbia voluto questo delitto. Il prete risponde che forse Giovanna è stata risparmiata perché Dio ha dei progetti nei suoi confronti. Alcuni anni dopo Giovanna, ormai una ragazza alle soglie dell'età adulta, si presenta alla corte del delfino Carlo VII, erede designato al trono, chiedendo udienza.
Il principe la accoglie nascondendosi tra i suoi cortigiani e sfidando la ragazza a riconoscerlo, prova che la ragazza riesce a superare tra lo stupore dei presenti. Giovanna ottiene quindi udienza privata presso Carlo e lo convince che Dio l'ha incaricata di scacciare gli inglesi dalla Francia e che lei sarà lo strumento della sua incoronazione nella Cattedrale di Reims. La suocera del delfino, una donna dall'acuto istinto politico, inizialmente appoggia la visione della ragazza, dato che il popolo sembra incantato e ispirato dalla figura della fanciulla. Giovanna ottiene quindi di recarsi alla città assediata di Orleans con un contingente di soldati francesi.
Il suo odio feroce, isterico, cieco e molto comunicativo è in grado di rendere fanatiche le armate francesi e i signori che le comandano. Grazie alla guida ispirata della ragazza, i francesi sono in grado di liberare la città di Orleans e scacciare gli assedianti inglesi. Giovanna d'Arco ottiene grande popolarità, e riceve messaggi da tutte le città assediate di Francia affinché giunga a liberarle dagli invasori. Con le sue gesta la fanciulla si guadagna l'odio implacabile del reggente di Inghilterra Duca di Bedford.
Una volta ottenuto il potere la famiglia reale abbandona la propria eroina, rancorosa ed isterica, divenuta ormai imbarazzante e di ostacolo alle trattative diplomatiche. Giovanna non riceve più rinforzi e aiuti da Carlo VII, e non può portare a termine il suo sogno di liberare tutta la Francia, disponendo ormai solo di alcune centinaia di soldati a lei fedeli ma allo stremo. Un tentativo di liberare la città di Parigi conquistata dagli Inglesi fallisce miseramente. Giovanna si scontra aspramente con il re di Francia per il mancato aiuto, e il re decide di lasciarla catturare dai Borgognoni.
I Borgognoni vendono la fanciulla agli inglesi, che la sottopongono a processo. Nel corso del processo, Giovanna d'Arco è sola e dubita di alcuni episodi della sua vita: tutti quei "segni di Dio" che interpretava non erano forse delle semplici coincidenze? Giudicata eretica, gli inglesi la bruciano viva, pubblicamente, il 30 maggio 1431, sulla piazza del mercato vecchio a Rouen.

## Cast
- Giovanna d'Arco, interpretata da Milla Jovovich
  - Jane Valentine interpreta Giovanna all'età di otto anni
- Carlo VII di Francia, interpretato da John Malkovich
- Iolanda d'Aragona, interpretata da Faye Dunaway
- La Coscienza, interpretata da Dustin Hoffman
- John Talbot, interpretato da Andrew Birkin
- Gilles de Rais, interpretato da Vincent Cassel
- Giovanni II, Duca d'Alençon, interpretato da Pascal Greggory
- La Hire, interpretato da Richard Ridings
- Jean d'Aulon, interpretato da Desmond Harrington
- Pierre Cauchon, interpretato da Timothy West
- Duchessa di Bedford, interpretata da Gina McKee
- Jean de Dunois, interpretato da Tchéky Karyo
- Buck, interpretato da Vincent Regan

## Accoglienza
Il film è stato accolto negativamente dalla critica. Sull'aggregatore di recensioni Rotten Tomatoes ha un indice di gradimento del 31%, con un voto medio di 4.5 su 10 basato su 74 recensioni. Il commento del sito recita: "La narrazione imponente crolla sotto il proprio peso".
Roger Ebert del Chicago Sun-Times ha dato al film 2 stelle su 4, descrivendolo come "un disastro [...] un esile putiferio storico poco coinvolgente".
In Italia Franco Cardini, sull'Avvenire, ha criticato la rappresentazione dei personaggi storici come Filippo il Buono o Iolanda di Aragona e ha scritto "L'aspetto religioso della vicenda viene ridotto ad una vaga spiritualità new age". Irene Bignardi, su La Repubblica, ha descritto il film come "un western medievale tutto sangue, furore e orrore", criticando inoltre la lunghezza del film e l'uso delle musiche".

## Riconoscimenti
- Premi César 2000
  - Migliori costumi
  - Miglior sonoro
- Premi Lumière 2000
  - Miglior film
  - Miglior regista